# Islas Giftun
Islas Giftun (también escrito Giftoun) es el nombre de dos islas en el mar Rojo, cerca de Hurghada, en Egipto.
Giftun Kebir (جفتون الكبيرة) o Giftun Grande está situado más al oeste y más cerca de Hurghada.
Giftun Soraya (جفتون ثريا) o Pequeño Giftun está más hacia el este. En sus alrededores se encuentran sitios de buceo populares.